# Insomnia (film fra 1997)
 For alternative betydninger, se Insomnia. (Se også artikler, som begynder med Insomnia)
Insomnia er en norsk thriller, som udkom den 14. marts 1997 i Norge. Det er filminstruktøren Erik Skjoldbjærgs debutfilm. Manuskriptet til filmen er skrevet af Skjoldberg i samarbejde med den norske forfatter Nikolaj Frobenius, mens Tomas Backström, Petter J. Borgil og Tom Remlov står bag produktionen. Filmen er produceret af Norsk Film A/S i samproduktion med Nordic Screen Production A/S, og med støtte fra Norsk Filminstitut.
Insomnia udfolder sig i den norske by Tromsø, som er placeret nord for polarcirklen, hvor fænomenerne midnatssol og polarnat eksisterer. Filmen fortæller historien om den svenske politiefterforsker Jonas Engström (Stellan Skarsgård), som tager til Norge i et ønske om at opklare en mordgåde på en dræbt 17-årig pige. Der er midnatssol på tidspunktet hvor handlingen finder sted. Solen er derved oppe hele natten. Bl.a. dette spiller en væsentlig rolle i det søvnbesvær, som Engström oplever, hvilket ses i sammenhæng med filmens titel Insomnia, som etymologisk er af det latinske ord for 'søvnløshed' – noget, som er helt centralt i filmen.
Originalmusikken til filmen er komponeret og arrangeret af Geir Jenssen, hvis kunstnernavn er Biosphere (en:). Han er bedst kendt for sit ambient-techno, og er selv fra Tromsø.
I 2002 blev der lavet et amerikansk remake af filmen med samme navn som originalen, Insomnia, af den britiske filminstruktør Christopher Nolan.

## Handling
I den norske by Tromsø bliver den 17-årige Tanja Lorentzen (Maria Mathiesen) fundet myrdet. Dette mord bliver efterforskerne Jonas Engström (Stellan Skarsgård) og Erik Vik (Sverre Anker Ousdal) tilkaldt for at undersøge. Særlige forhold er forbundet med efterforskeren Engström, da han oprindeligt er fra Sverige, men efter opdagelsen af en affære han har haft med et hovedvidne fra en af en sine tidligere sager, bliver han overflyttet til Norge. Dette har de nye norske kollegaer kendskab til, og der snakkes om det i krogene. Noget kollegaerne dog ikke har kendskab til er, at Engström har en tjenestepistol med sig. Engström har svært ved at indordne sig de anderledes klimaforhold og det konstante sollys. Det blændende lys fratager Engström sin søvn, hvormed hans sindstilstand bliver mørkere. Som efterforsker virker Engström dygtig, og han gør fra start skarpe iagttagelser omkring mordet på Tanja, bl.a. det faktum, at moderen vaskede Tanjas hår, efter han havde dræbt hende. Som person taget ud af sit vanlige miljø, en svensker som kommer til Norge, ses det tydeligt at Engström er på udebane. I de sociale sammenhænge på politigården opfattes han som den svenske outsider med iltert temperament, som ingen rigtig kan, og måske i virkeligheden ikke gider at forstå.
På regional TV beder efterforskerne lokalbefolkningen om hjælp til at finde nye spor samt Tanjas rygsæk, som er forsvundet. Dette leder dem ud til en hytte, som er placeret i det norske klippelandskab, og er omgivet af en tyk tåge. Ud af tågen bryder en mørk skygge, som politiet sætter efter, det lykkes dog den mørke skygge at undslippe. I forvirring affyrer Engström et dødeligt pistolskud, mod hvem han tror er den mistænkte i Tanjas drab, men det viser sig ganske tragisk at være kollegaen Vik. I et forsøg på at skjule sin skyld, gemmer Engström sin pistol. Han er af den opfattelse, at ingen så hvad der virkeligt skete i den tykke tåge. I den forbindelse opsøger Tanjas drabsmand, den lokale thriller-forfatter Jon Holt (Bjørn Floberg), Engström, og lader ham vide, at så ham skyde sin kollega. De indgår et samarbejde, for fælles at hemmeligholde hinandens skyld i mord. Der opstår derfor et uforudsigeligt twist, da mordgåden er løst, og morderen er fundet på et så tidligt stadie i filmen. I stedet bliver det psykologiske omkring Engström centreret. Da hovedårsagen til dårlig nattesøvn for Engström tidligere var midnatssolen, gør en plagende skyldfølelse det endnu sværere.
Engström og Holt prøver i stedet at frame Tanjas kæreste for mordet, hvilket Engström gør ved at placere drabsvåbnet under kærestens seng. Engström lader Holt flygte, men opsporer ham alligevel senere, da han ønsker at kende til den sande årsag til drabet på Tanja. Mødt med et gevær peget direkte imod ham, lader Engström sig ikke kue. Holt og Engström ender i slagsmål, da de betvivler hinandens motiver. Engström slipper væk, men får øje på en oprevet Holt, som falder igennem en badebro og slår hovedet hårdt mod en sten, han falder bevidstløs ned i vandet. Ovenfra kigger Engström ned gennem det nu store hul i badebroen, på Holt som bliver revet væk af strømmen. Hemmeligheden omkring Engströms skyld i Vik’s mord er nu død sammen med Holt. Af denne grund bliver Tanjas rigtige drabsmand Holt nu anklaget.
Efter ros af politiinspektøren, kører Engström, i filmens mørkeste scene, med kun Engströms ansigt oplyst, væk fra denne crime-scene. Dette gør han uden et smil på læben, og med et stadig mere anstrengt kropssprog. De moralske skrupler har igennem filmen været allestedsnærværende, og bliver ikke forløst, efter der bliver sat punktum i sagen. Imens rulleteksterne afslutningsvis ruller ned over skærmen, er det eneste som er oplyst Engströms trætte øjne.

## Modtagelse
Insomnia kom først til Danmark 7 år efter sin norske udgivelse, hvilket anmelder Jesper Vestergaard mener gør den mindre imponerende. I USA, Frankrig og UK fik filmen premiere i 1998. I Sverige udkom den i 1999, og i Finland i 2016.
Det er svært at opspore hvilken modtagelse Insomnia oprindeligt har fået, men tager man udgangspunkt i IMDb's ratings af filmen, har den med 11.845 afgivne stemmer fået en gennemsnitsscore på 7,3, med en median på 7.
Derudover blev Erik Skjoldbjærg med filmen i 1997 nomineret ved Cannes Film Festival i kategorien "Golden Camera", og ved Mar El Planta Film Festival i kategorien "International Competition" , og det kan således antages, at filmen gjorde sig internationalt bemærket, hvilket leder videre til Insomnias amerikanske remake af instruktør Christopher Nolan.

## Remake
I 2002 blev der lavet et remake af Insomnia, der blev instrueret af Christopher Nolan med skuespillerne Al Pacino, Robin Williams og Hilary Swank. Lokationen er Alaska, hvor den nordlige polarcirkel går igennem. Alaska befinder sig ligesom den norske by Tromsø, nord for den nordlige polarcirkel, hvilket gør, at man oplever midnatssol.
Lighederne imellem den norske original og den amerikanske udgave er flere, heriblandt størstedel af handlingens forløb. I Nolans udgave virker handling dog til at være mere elegant flettet sammen, og fremstår ikke ligeså tvetydig og mystisk, som Skjoldbjærgs til tider kan være.
Karakterskildringen af hovedpersonen hhv. Engström og den amerikanske Will Dormer (Al Pacino), ses at være divergerende på flere områder. Dormer synes mere skyldbetynget af drabet på sin kollega, hvor Engström generelt fremstår mere kynisk, bl.a. grundet sin ufine måde at afhøre vidnet Frøya, veninde til den afdøde teenagepige Tanja, da han seksuelt befamler hende, samt drabet på en hund - noget som er undladt i Nolans udgave. I begge udgaver har denne karakter søvnbesvær, hvilket er forårsaget af det skarpe sollys, og skyldfølelsen over mordet på kollegaen.